# Marina Devyatova
 (février 2024).
Si vous disposez d'ouvrages ou d'articles de référence ou si vous connaissez des sites web de qualité traitant du thème abordé ici, merci de compléter l'article en donnant les références utiles à sa vérifiabilité et en les liant à la section « Notes et références ».
Marina Vladimirovna Devyatova (née le 13 décembre 1983 à Moscou, en URSS) est une chanteuse russe, interprète de chansons folkloriques, lauréate de festivals et concours internationaux, et finaliste de l'émission de télévision « La Nouvelle Star 3 », version russe.

## Jeunesse et études de musique
Marina Devyatova est née le 13 décembre 1983 à Moscou, dans une famille d'artistes. Son père, l'artiste russe Vladimir Serguéïévitch Devyatov, est interprète de chants folkloriques russes, sa mère est chorégraphe. Ses parents ont divorcé quand elle avait 5 ans. Elle grandit avec sa mère, qui s'occupe de son éducation. C'est son père qui commence à la former à la musique. Il lui fait aimer non seulement la musique folklorique russe, mais aussi des groupes comme les Beatles et Deep Purple. À l'âge de 3 ans, elle savait déjà bien chanter, et maîtrisait les rythmes.
En 1990, les parents de Marina Devyatova l'envoient à l'école de musique D. D. Chostakovitch, où elle suit une formation pour être chef d'orchestre, alors que son grand-père, procureur militaire, voulait que sa petite-fille devienne juriste. En 1999, Marina Devyatova est reçue à l'institut de musique d'État A. Schnittke, à la faculté des solistes, et en 2001, elle remporte un festival de musique de tous les Russes à Voronej.
Pendant ses études à l'école de musique, Marina Devyatova rencontre le fondateur et directeur artistique du groupe « La bête Indrik », Artem Vorobyevy, qui lui propose de se joindre au groupe en tant que chanteuse. Le groupe fait un traitement moderne des anciennes chansons slaves et russes. Le groupe fait notamment des arrangements rocks avec l'utilisation d'instruments à vent. En même temps qu'elle rejoint ce groupe, elle étudie à l'académie russe de musique Gnessine, à la faculté des solistes du folklore, et elle participe pour la première fois au concours international Slavianski Bazar.

## Carrière nationale
Au début de sa carrière, elle s'est souvent heurtée à cette affirmation : « votre musique n'est pas au bon format ». Pour tenter de démontrer le contraire, elle participe au casting de La Nouvelle Star 3 (version russe), en 2006. Elle va jusqu'à la finale de l'émission. Le tournant décisif pour elle est son duo avec Alexeï Goman et la chanson « Ça pourrait être l'amour ». Selon les critiques, il s'agit d'un mélange de musique folklorique et de pop.
Elle travaille souvent avec des chœurs et groupes d'enfants. Dans son répertoire, il y a des duos avec plusieurs artistes célèbres : Nikolaï Baskov, Alexandre Bouynov, Dato, Varvara, son père Vladimir Devyatov, Pietr Drangov et le chanteur italien Albano. Avec l'humoriste Syatoslav Echenko, elle enregistre plusieurs numéros de comédie musicale. Selon le journal Le Soir de Moscou, Marina Devyatova est souvent invitée à travers le monde, en tant qu'ambassadrice de la culture russe. Elle a participé plusieurs fois au festival germano-russe de Berlin, elle a donné des concerts dans différents pays comme l'Italie, l'Estonie, la Bulgarie, les États-Unis et la Chine.

## Carrière internationale
En 2007, Marina Devyatova participe à la cérémonie du choix de la ville organisatrice des Jeux olympiques d'hiver de 2014 : elle chante huit fois la chanson Katioucha, bissée à plusieurs reprises. Avec le soutien du ministère de la culture russe, son premier concert solo a lieu le 28 octobre 2008. Il était consacré aux traditions et au folklore russes. Le 17 mars 2009, elle interprète une chanson russe devant la reine Élisabeth II, et la famille royale britannique. C'était dans le cadre d'un gala laïque à Londres, organisé par le ministère des Affaires étrangères russe et le patriarcat de Moscou et de toute la Russie. Elle a également eu le privilège d'interpréter des chansons pour le président Vladimir Poutine, Dimitri Medvedev, le président kazakh Noursoultan Nazarbaev et le leader libyen Mouammar Kadhafi.
Le 13 novembre 2009, au théâtre des variétés de Moscou, Marina Devyatova a lancé son premier programme « J'irai, je partirai ». Ce même jour, elle présente son premier album « Je n'y ai pas pensé, je n'ai pas deviné ». En novembre 2011 est sorti son deuxième album « Je suis heureuse ».
En 2013 sort son troisième album, « Au clair de lune ». Le 8 décembre 2013, Marina Devyatova donne un concert au « GCK 3 Russie » intitulé « Joyeux anniversaire avec amour », qui est sorti pour le jubilée des 30 ans de la chanteuse. Le 9 novembre 2014, au théâtre des variétés de Moscou, a lieu le concert de Marina Devyatova « Symphonie de mon esprit ». Elle donne également un concert, le 10 septembre 2015, à la salle de théâtre moscovite Maison internationale de la musique, avec Varvara.

## Discographie
- 2006 : « La Nouvelle Star 3 »[5]
- 2009 : « Je n'ai pas pensé que ça tournerait mal »[6]
- 2011 : « Je suis heureuse »[7]
- 2013 : « Au clair de lune »[8]